# Botafogo Futebol Clube (Xaxim)
O Botafogo Futebol Clube,conhecido como Botafogo de Xaxim foi uma equipe de futebol sediada na cidade de Xaxim (Santa Catarina).

## História
A equipe foi fundada no dia 10 de outubro de 1955,com as cores preto e branco,as mesmas do clube homônimo do Rio de Janeiro,Botafogo Futebol e Regatas. Nos seus primeiros anos a equipe jogou apenas campeonatos amadores,onde viria jogar apenas um profissional pela primeira vez em 1998,sendo a segunda divisão catarinense,onde ficou no Grupo Oeste,que tinha as equipes: Fraiburgo,Kindermann e Olaria. O técnico do Botafogo era o Julio César,e o time titular era composto por: Juliano, Gustavo, Anderson, Luciano, Silvério, Lita, Jackson, Trentin, Portela, Odimar e Adriano. A equipe chegou na final contra o Fraiburgo,onde empatou na ida por 0x0,e na volta perdeu por 1x0,com o gol do Fraiburgo sendo marcado pelo Silva. Com o vice-campeonato,a equipe teve direito de participar da Primeira Divisão Catarinense,onde acabou fazendo uma campanha ruim e sendo rebaixado. Naquele mesmo ano a equipe do Botafogo não pôde jogar na sua casa,e teve que jogar no Estádio Josué Anoni. Após o rebaixamento,se licenciou do futebol profissional.